# Gerlach Cornelis Johannes van Massow (Jurist)
Gerlach Cornelis Johannes van Massow, auch Gerlach Cornelius Johannes van Massow, (* 6. Oktober 1794 in Rembang; † 26. März 1852 in Leyden) war ein niederländischer Jurist und Ratsherr. 

Familienwappen ab 1844, mit der siebenzackigen Baronskrone

Er gehörte zu dem niederländischen Zweig der pommerschen uradligen Familie von Massow. Sein Vater Godefridus van Massow (* 1761; † 1818), Kaufmann und Ratsherr der Stadt Leyden, ließ die Familie 1817 als „van Massow“ in den Niederländischen Adel aufnehmen. Die Aufnahme erfolgte in den untitulierten Adel mit dem Prädikat Jonkheer. 
Gerlach Cornelis Johannes van Massow wurde in Rembang auf Java geboren, wo sein Vater im Dienst der Niederländischen Ostindien-Kompanie tätig war. Er studierte ab 1811 die Rechte an der Universität Leyden und war ein Schüler von Nicolaas Smallenburg. 1815 nahm er mit dem Studenten-Jägerskorps am Kampf gegen Napoleon teil. 1817 wurde eine preisgekrönte juristische Abhandlung von ihm auf Staatskosten gedruckt, 1818 wurde er promoviert. 
Massow ließ sich auf Rat seines Onkels Daniël François van Alphen, damals Mitglied der Zweiten Kammer der Generalstaaten, 1821 als Rechtsanwalt beim Hoog Gerechtshof in Den Haag nieder. Er widmete sich aber nur wenig der anwaltlichen Tätigkeit, sondern verkehrte viel am Hof und unternahm Reisen nach Frankreich, England und Deutschland. In Berlin erneuerte er die Beziehungen zu den deutschen Massows. 
Ab 1841 war er Mitglied des Kollegiums der Hoogheemraadschap van Rijnland, einer niederländischen Waterschap mit Sitz in Leyden. Von 1845 bis 1848 war er auch Mitglied des Rates der Stadt Leyden. 
1845 wurde er Mitglied der Maatschappij der Nederlandse Letterkunde, der Gesellschaft für niederländische Literatur.
Massow wurde 1844 der Adelstitel eines Barons verliehen. Demgegenüber hatte sein jüngerer Bruder Frederik van Massow (* 1798; † 1876) den Baronstitel wegen seiner Zugehörigkeit zu uradligen Familie von Massow beansprucht, war damit erfolglos geblieben und hatte sich daher 1837 aus dem niederländischen Adel streichen lassen.